# Ópera china

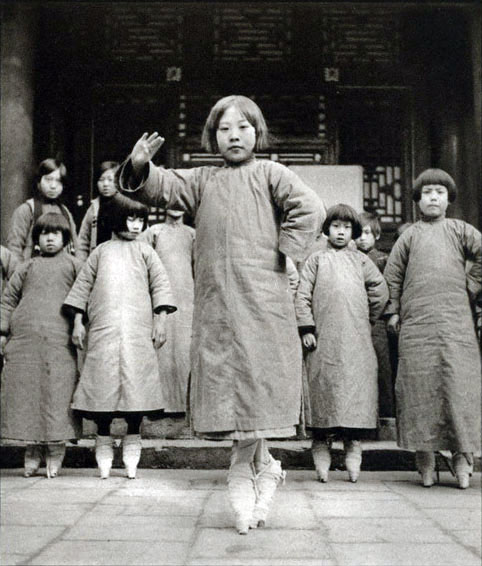
Niñas en una escuela de teatro en Pekín (en 1934)

La ópera china es el nombre que recibe el teatro tradicional en China. El director Wang Yida definió el teatro chino como "arte que sintetiza actuación, acrobacia, artes marciales, bellas artes, música y poesía".
Se remonta a la dinastía Tang con el Emperador Xuanzong (712-755), fundador del "Jardín de los Perales" (梨园), la primera compañía documentada en China, y casi exclusivamente al servicio de los emperadores. Durante la dinastía Yuan (1279-1368), se introdujeron en la ópera las variedades como el Zaju (杂剧), con actuaciones basadas en esquemas de rima y personajes tipo: "Dan" (旦, femenino), "Sheng" (生, masculino) y "Chou" (丑, payaso). En el siglo XXI, las profesiones de la ópera son todavía llamadas Disciplinas del Jardín de los Perales (梨园子弟).
Existen más de trescientas variedades de ópera o teatro chino; la más conocida es la Ópera de Pekín (en chino: 京剧 jīngjù o 京戏 jīngxì), que tomó su forma actual a mediados del siglo XIX, habiendo sido muy popular a lo largo de toda la dinastía Qing (1644-1911).
Otras manifestaciones dramáticas importantes en China son el Kunqu, (Ópera Kun), y diversas variantes de teatro de sombras, entre las que destacan por su antigüedad y delicadeza las sombras pequinesas o del norte, y las cantonesas, o del sur".

## Historia
El teatro de China está documentado a partir del siglo VI; sus códigos y parámetros se fijaron en la segunda mitad del siglo XIX sintetizándose en la "Ópera de Pekín", y se ponían en escena con las siguientes claves generales:
1. género melodramático;
2. mimo e histrionismo gestual;
3. temática de carácter histórico o legendario;
4. personajes tipo;
5. preponderancia del canto;
6. confluencia de la acrobacia y la danza;
7. gran presencia del vestuario y la escenografía;
8. simbolismo de los colores;

### Características
En la ópera y el teatro chinos, los instrumentos de cuerda tradicionales del país y los de percusión envuelven la trama con un acompañamiento rítmico casi constante. Los diálogos suelen ser textos recitados, en los personajes serios de la trama, o coloquiales, cuando actúan mujeres y payasos. Los maquillajes, muy elaborados, constituyen auténticas máscaras que permiten identificar el personaje que se está representando. En el caso concreto de la "Ópera de Pekín" su repertorio tradicional incluye más de mil piezas.

### Personajes tipo
Los personajes elementales en el espacio teatral chino (protagonista, confidente, payaso, enamorada, cornudo), pueden reducirse a los siguientes roles (en chino 行当, hangdang):
- El 正末: "Zhengmo" o el moderno sheng 生, protagonista masculino que da vida a papeles de gobernantes, letrados, guerreros y similares. Aparecen maquillados, pero llevan barba (excepto los jóvenes, Xiaosheng 小生 ). Este rol también incluye otros tipos masculinos: Laosheng 老生 o Xusheng 须生 (viejos y maduros), Wusheng 武生 (guerreros), y Wawasheng 生娃娃 (niños).
- El 正旦: "Zhengdan", o protagonista femenina, interpretado hasta hace muy poco por actores varones. Este rol también incluye otros tipos femeninos: la Huadan 花旦 (criada), el Qingyi 青衣, (mujeres trágicas), las laodan 老旦 (ancianas) y las daomadan 刀马旦 (mujeres marciales).
- El "Ching", para guerreros, bandidos, ministros malvados, jueces justos, gobernantes, dioses y seres sobrenaturales. Los actores que interpretan este tipo suelen ser de gran envergadura y además llevan botas con gruesas suelas que les hacen más imponentes.[4]
- El "Chou" (丑, payaso), personaje cómico, mímico y acróbata.[5]
- La máscara del "Jing" 净 o "Fujing" 副净: un tipo de payaso violento.
- La máscara del "Jing"净 o "Hualian" 花脸: personajes de temperamentales.
- Los "waimo" 外末 y "waidan": personajes secundarios masculinos y femeninos.

El color y la apariencia general del maquillaje están más o menos estandarizados en el tiempo y proporcionan información bastante precisa sobre la identidad de la máscara. Así, por ejemplo, el blanco delata al traidor, mientras que el "Dios de la muerte" tiene a menudo el signo Yin y Yang pintado en el frente y la piel negra.

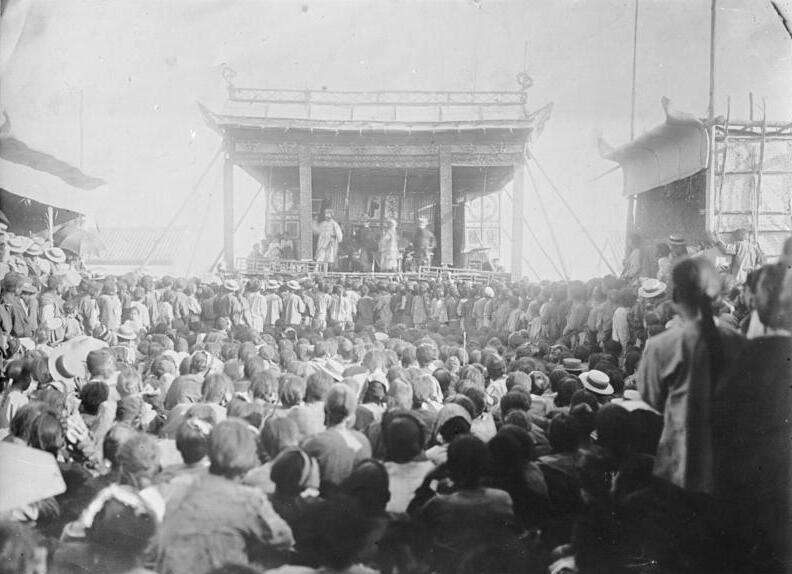
Representación de teatro chino en la ciudad portuaria de Qīngdǎo (Tsingtao, literalmente "isla verde"), en China oriental, en 1908.

Para muchos observadores resultan evidentes los ciertos paralelismos con los esquemas de personajes tipo en la commedia dell'arte europea.

### Occidentalización
A principios del siglo XX, la dramaturgia china empezó a experimentar con un modelo de representación parecido al occidental. Después del Movimiento del Cuatro de mayo de 1919, se llevaron a cabo numerosas representaciones de teatro occidental en China y los escritores chinos empezaron a imitar su estilo. Entre los más destacados dramaturgos está Cao Yu; obras como La tempestad, El amanecer, La selva y El hombre de Pekín llegaron a ser muy populares. En sentido inverso, el teatro chino se exportó en el siglo XIX a Francia incrementando el interés galo por Oriente. En el universo angloamericano, sedujo especialmente a artistas como el dramaturgo Thornton Wilder y el escenógrafo Robert Edmond Jones suavizando la fiebre realista del teatro en inglés.

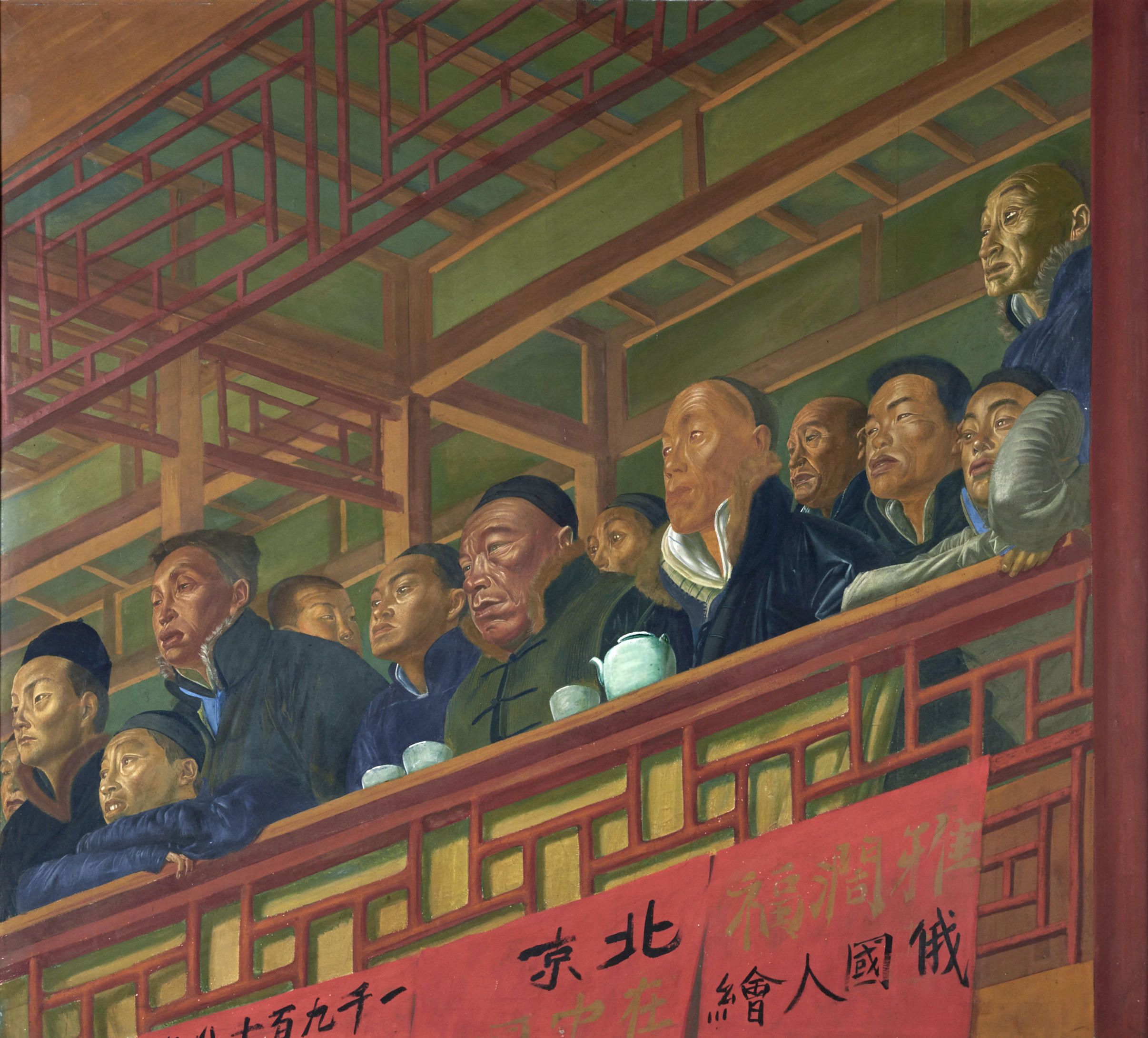
Palco en un teatro de Pekín en 1918, en una pintura del artista ruso Aleksandr Yevgénievich Yákovlev.

### La ópera en la República Popular
En los inicios de la República Popular, se promocionó el desarrollo de la "ópera de Pekín" (en 1958 se distinguían trescientos sesenta diferentes géneros), y se escribieron numerosas obras, tanto de tema histórico como de temas más modernos, si bien, las óperas clásicas se siguieron representando. Como una forma cultivada de arte popular, la ópera reflejó los cambios en la política china. A mediados de la década de 1950, fue una de las beneficiadas en la Campaña de las Cien Flores.

### El paréntesis de la Revolución Cultural
Durante la revolución cultural, la mayoría de las compañías de ópera se disolvieron, los actores y autores fueron perseguidos y todas las óperas fueron prohibidas, con excepción de las ocho "óperas modelo", aprobadas por Jiang Qing. Las representaciones al estilo occidental se calificaron como "dramas mortales" y como "hierbas venenosas" y tampoco se permitió su representación. Tras la caída de la Banda de los cuatro en 1976, la ópera de Pekín comenzó a recuperarse hasta convertirse en un entretenimiento popular, tanto en los teatros como en la televisión.

## Mapa genérico

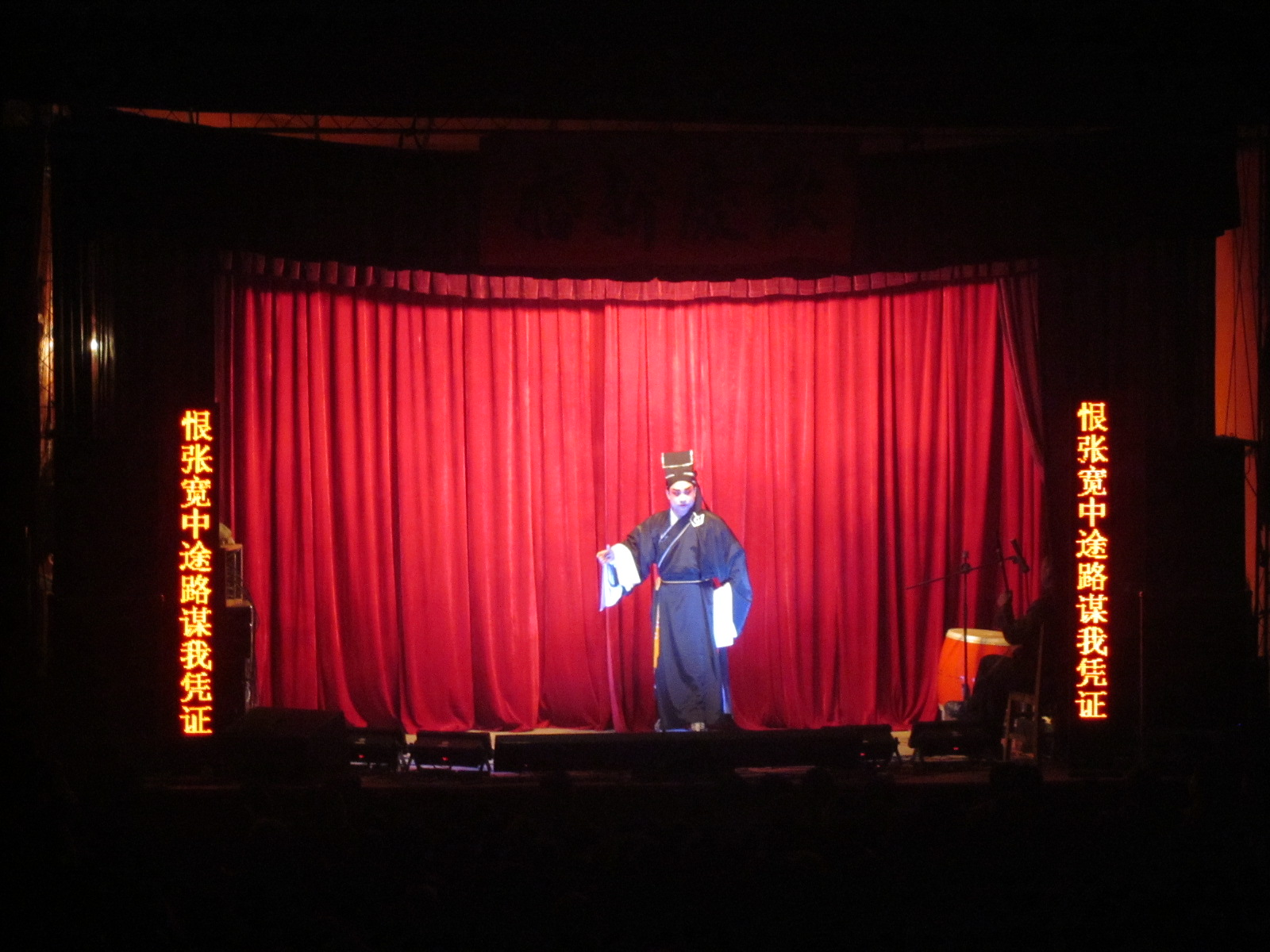
Teatro popular de estilo "Huaguxi" (Opera de las flores y los tambores), en Changsha, ciudad-prefectura, capital de la provincia de Hunan.

Para dar una idea de la variedad y complejidad de los fenómenos teatrales identificados con la "ópera china", puede resultar útil la siguiente tabla elaborada por la Universidad Nacional Australiana:
| Provincia o región autónoma |                                                          | Municipio o ciudad                                   |                                                           |
| --------------------------- | -------------------------------------------------------- | ---------------------------------------------------- | --------------------------------------------------------- |
| Anhui                       | Huījù (Ópera de Anhui) 徽剧                              | Anqing                                               | Huángméixì (Ópera de Huangmei) 黄梅戏                     |
| Anhui                       | Huījù (Ópera de Anhui) 徽剧                              | Chizhou                                              | Chízhōu nuóxì 池州傩戏                                    |
| Anhui                       | Huījù (Ópera de Anhui) 徽剧                              | Lu'an - Hefei                                        | Lújù 庐剧                                                 |
| Anhui                       | Huījù (Ópera de Anhui) 徽剧                              | Qimen                                                | Huīzhōu mùliánxì 徽州目连戏                               |
| Anhui                       | Huījù (Ópera de Anhui) 徽剧                              | Qingyang                                             | Qīngyáng qiāng 青阳腔                                     |
| Anhui                       | Huījù (Ópera de Anhui) 徽剧                              | Suzhou - Bengbu                                      | Sìzhōuxì 泗州戏,                                          |
| Anhui                       | Huījù (Ópera de Anhui) 徽剧                              | Yuexi                                                | Yuèxī gāoqiāng 岳西高腔                                   |
| Pekín                       | Jīngjù (Ópera de Pekín) 京剧 Kūnqǔ 昆曲                  |                                                      |                                                           |
| Chóngqing                   |                                                          | Liangping                                            | Liángshān dēngxì 梁山灯戏                                 |
| Fujian                      | Liyuanxi 梨园戏                                          | Fuzhou                                               | Mǐnjù (Ópera de Hokkien) 闽剧                             |
| Fujian                      | Liyuanxi 梨园戏                                          | Jonghan                                              | Yǒngān dà qiāngxì 永安大腔戏                              |
| Fujian                      | Liyuanxi 梨园戏                                          | Longyan                                              | Mǐnxī hànjù 闽西汉剧                                      |
| Fujian                      | Liyuanxi 梨园戏                                          | Putian - Xianyou                                     | Púxiānxì 莆仙戏                                           |
| Fujian                      | Liyuanxi 梨园戏                                          | Quanzhou                                             | Gāojiǎxì 高甲戏                                           |
| Fujian                      | Liyuanxi 梨园戏                                          | Shouning                                             | Shòuníng běilùxì 寿宁北路戏                               |
| Fujian                      | Liyuanxi 梨园戏                                          | Taining                                              | Tàiníng méilínxì 泰宁梅林戏                               |
| Fujian                      | Liyuanxi 梨园戏                                          | Zhangzhou                                            | Xiangju                                                   |
| Fujian                      | Liyuanxi 梨园戏                                          | Zhangzhou - Xiameng                                  | Gēzǐxì 歌仔戏                                             |
| Fujian                      | Liyuanxi 梨园戏                                          | Zhenghe - Pingnan                                    | Sìpíngxì 四平戏                                           |
| Gansu                       | Qǔzixì 曲子戏                                            | Dunhuang                                             | Dūnhuáng Qǔzixì 敦煌曲子戏                                |
| Gansu                       | Qǔzixì 曲子戏                                            | Huating                                              | Huátíng Qǔzixì 华亭曲子戏                                 |
| Guangdong                   | Yuèjù (Ópera Cantonesa) 粵劇                             | Chaozhou                                             | Cháojù 潮剧                                               |
| Guangdong                   | Yuèjù (Ópera Cantonesa) 粵劇                             | Haifeng                                              | Xīqínxì 西秦戏                                            |
| Guangdong                   | Yuèjù (Ópera Cantonesa) 粵劇                             | Haifeng                                              | Báizìxì 白字戏                                            |
| Guangdong                   | Yuèjù (Ópera Cantonesa) 粵劇                             | Shanwei                                              | Zhèngyǔxì 正宇戏,                                         |
| Guangdong                   | Yuèjù (Ópera Cantonesa) 粵劇                             | Zijin                                                | Huācháoxì 花朝戏                                          |
| Guangxi                     | Cǎidiào 彩调 - Guìjù 桂剧 - Zhuàngjù (Opera Zhuang) 壮剧 | Bobai                                                | Guìnán cǎicháxì 桂南采茶戏                                |
| Guangxi                     | Cǎidiào 彩调 - Guìjù 桂剧 - Zhuàngjù (Opera Zhuang) 壮剧 | Huanjiang Maonanzu                                   | Máonánzú féitào 毛南族肥套                                |
| Guizhou                     |                                                          | Anshun                                               | Ānshùn dìxì 安顺地戏                                      |
| Guizhou                     | Cheheng                                                  | Bùyīxì (Ópera de Buyi) 布依戏                        |                                                           |
| Guizhou                     | Dejiang                                                  | Déjiāng nuótángxì 德江傩堂戏                         |                                                           |
| Guizhou                     | Liping                                                   | Tóngxì (Drama étnico Tong) 侗戏                      |                                                           |
| Guizhou                     | Sinan                                                    | Sīnán huādēngxì 思南花灯戏                           |                                                           |
| Guizhou                     | Weining                                                  | Yízú cuōtàijí (Drama sacro del pueblo Yi) 彝族撮泰吉 |                                                           |
| Hainan                      | Qióngjù                                                  |                                                      |                                                           |
| Hebei                       | Héběi bāngzǐ 河北梆子 Yānggēxì 秧歌戏                    | Cangzhou                                             | Cangzhou Kuaiban Dagu                                     |
| Hebei                       | Héběi bāngzǐ 河北梆子 Yānggēxì 秧歌戏                    | Dingzhou                                             | Dìngzhōu Yānggēxì 定州秧歌戏                              |
| Hebei                       | Héběi bāngzǐ 河北梆子 Yānggēxì 秧歌戏                    | Kangbao                                              | èrréntái 二人台                                           |
| Hebei                       | Héběi bāngzǐ 河北梆子 Yānggēxì 秧歌戏                    | Longyao                                              | Lóngyáo Yānggēxì 隆尧秧歌戏                               |
| Hebei                       | Héběi bāngzǐ 河北梆子 Yānggēxì 秧歌戏                    | Luannan                                              | Píngjù 评剧                                               |
| Hebei                       | Héběi bāngzǐ 河北梆子 Yānggēxì 秧歌戏                    | Qing - Qingyuan                                      | Hāhā qiāng 哈哈腔                                         |
| Hebei                       | Héběi bāngzǐ 河北梆子 Yānggēxì 秧歌戏                    | Shijiazhuang                                         | Shíjiāzhuāng sīxián 石家庄丝弦                            |
| Hebei                       | Héběi bāngzǐ 河北梆子 Yānggēxì 秧歌戏                    | Wuan                                                 | Wǔān nuóxì 武安傩戏                                       |
| Hebei                       | Héběi bāngzǐ 河北梆子 Yānggēxì 秧歌戏                    | Wuan                                                 | Wǔānpíng diàoluòzǐ 武安平调落子                           |
| Henan                       | Henan bangzi - Kūnqǔ 昆曲 - Qǔjù 曲剧 - Yùjù 豫剧        | Huaxian - Puyang                                     | Dàxiánxì 大弦戏                                           |
| Henan                       | Henan bangzi - Kūnqǔ 昆曲 - Qǔjù 曲剧 - Yùjù 豫剧        | Nanle                                                | Púyáng mùliánxì 濮阳目连戏                                |
| Henan                       | Henan bangzi - Kūnqǔ 昆曲 - Qǔjù 曲剧 - Yùjù 豫剧        | Neixiang                                             | Wǎnbāng 宛梆                                              |
| Henan                       | Henan bangzi - Kūnqǔ 昆曲 - Qǔjù 曲剧 - Yùjù 豫剧        | Puyang - Anyang                                      | Dàpíngdiào 大平调                                         |
| Henan                       | Henan bangzi - Kūnqǔ 昆曲 - Qǔjù 曲剧 - Yùjù 豫剧        | Qinyang                                              | Huáibāng 怀梆                                             |
| Henan                       | Henan bangzi - Kūnqǔ 昆曲 - Qǔjù 曲剧 - Yùjù 豫剧        | Taikang                                              | Zhōukǒu dàoqíngxì 周口道情戏                              |
| Henan                       | Henan bangzi - Kūnqǔ 昆曲 - Qǔjù 曲剧 - Yùjù 豫剧        | Xuchang                                              | Yuèdiào 越调                                              |
| Henan                       | Henan bangzi - Kūnqǔ 昆曲 - Qǔjù 曲剧 - Yùjù 豫剧        | Yueyang                                              | Bālíngxì 巴陵戏                                           |
| Hubei                       | Hànjù (Ópera de Hankou) 汉剧 Chǔjù (Opera Hubei) 楚剧    | Qianjiang                                            | Jīngzhōu huāgǔxì 荆州花鼓戏                               |
| Hunan                       | Huaguxi Xiāngjù 湘剧                                     | Chenxi                                               | Chénhé gāoqiāng 辰河高腔,                                 |
| Hunan                       | Huaguxi Xiāngjù 湘剧                                     | Changde                                              | Chángdé gāoqiāng 常德高腔                                 |
| Hunan                       | Huaguxi Xiāngjù 湘剧                                     | Li                                                   | Lǐzhōu Jīnghéxì 澧州荆河戏                                |
| Hunan                       | Huaguxi Xiāngjù 湘剧                                     | Xinhuang Dong                                        | Tóngzú nuóxì 侗族傩戏                                     |
| Hunan                       | Huaguxi Xiāngjù 湘剧                                     | Xupu                                                 | Chénhé mùliánxì 辰河目连戏                                |
| Hunan                       | Huaguxi Xiāngjù 湘剧                                     | Yuanling                                             | Yuánlíng chénzhōu nuóxì 沅陵辰州傩戏                      |
| Jiangsu                     | Kūnqǔ 昆曲                                               | Yangzhou                                             | Yángjù (Ópera del Yangzhou) 扬剧                          |
| Jiangxi                     |                                                          | Ganzhou                                              | Gànnán cǎicháxì 赣南采茶戏                                |
| Jiangxi                     | Guangchang                                               | Guǎngchāng mèngxì 广昌孟戏                           |                                                           |
| Jiangxi                     | Yihuang                                                  | Yíhuángxì 宜黄戏                                     |                                                           |
| Jiangxi                     | Yiyang                                                   | Yìyáng qiāng 弋阳腔                                  |                                                           |
| Liaoning                    |                                                          | Shenyang                                             | Píngjù 评剧                                               |
| Mongolia Interior           |                                                          | Hohhot                                               | èrréntái 二人台                                           |
| Shaanxi                     | Qínqiāng 秦腔                                            | Ankang                                               | Hàndiào èrhuáng 汉调二簧                                  |
| Shaanxi                     | Qínqiāng 秦腔                                            | Hanzhong                                             | Hàndiào guàngguàng 汉调桄桄                               |
| Shandong                    | Liǔzxì 柳子戏                                            | Laizhou                                              | Lánguānxì 蓝关戏                                          |
| Shandong                    | Liǔzxì 柳子戏                                            | Zaozhuang                                            | Liǔqínxì 柳琴戏                                           |
| Shandong                    | Liǔzxì 柳子戏                                            | Zibo                                                 | Wǔyīnxì 五音戏                                            |
| Shanghái                    | Hùjù (Ópera de Shanghái) 沪剧 Kūnqǔ 昆曲                 |                                                      |                                                           |
| Shanxi                      | Jinjù 晋剧                                               | Datong                                               | Yànběi shuǎháiér 雁北耍孩儿                               |
| Shanxi                      | Jinjù 晋剧                                               | Fanshi                                               | Fánshì Yānggēxì 繁峙秧歌戏                                |
| Shanxi                      | Jinjù 晋剧                                               | Hequ                                                 | èrréntái 二人台                                           |
| Shanxi                      | Jinjù 晋剧                                               | Jincheng                                             | Shàngdǎng bāngzǐ上党梆子 (Shàngdǎng èrhuáng 上党二黄)     |
| Shanxi                      | Jinjù 晋剧                                               | Linfen                                               | Púzhōu bāngzǐ 蒲州梆子                                    |
| Shanxi                      | Jinjù 晋剧                                               | Lingqiu                                              | Língqiū luóluó qiāng 灵丘罗罗腔                           |
| Shanxi                      | Jinjù 晋剧                                               | Linxian                                              | Línxiàn Dàoqíngxì 临县道情戏                              |
| Shanxi                      | Jinjù 晋剧                                               | Linyi                                                | Luógǔ-záxì 锣鼓杂戏                                       |
| Shanxi                      | Jinjù 晋剧                                               | Qianxian                                             | Xiánbǎnqiāng 弦板腔                                       |
| Shanxi                      | Jinjù 晋剧                                               | Xinzhou                                              | Běilù bāngzǐ 北路梆子                                     |
| Shanxi                      | Jinjù 晋剧                                               | Youyu                                                | Jìnběi Dàoqíngxì 晋北道情戏                               |
| Shanxi                      | Jinjù 晋剧                                               | Shangluo                                             | Shāngluò huāgǔ 商洛花鼓                                   |
| Shanxi                      | Jinjù 晋剧                                               | Shuozhou                                             | Shuòzhōu Yānggēxì 朔州秧歌戏                              |
| Sichuan                     | Chuānjù 川剧                                             | Nanchong                                             | Chuānběi dēngxì 川北灯戏                                  |
| Tianjin                     |                                                          | Baodi                                                | Píngjù 评剧                                               |
| Tíbet, región autónoma      | Cángxì (Opera Tibetana) 藏戏                             | Lhasa                                                | Lāsà juémùlóng 拉萨觉木隆                                 |
| Tíbet, región autónoma      | Cángxì (Opera Tibetana) 藏戏                             | Qinghai                                              | Qīnghǎi huángnán cángxì 青海黄南藏戏                      |
| Tíbet, región autónoma      | Cángxì (Opera Tibetana) 藏戏                             | Shannan                                              | Shānnán yǎlóng zhāxīxuěbā 山南雅隆扎西雪巴                |
| Tíbet, región autónoma      | Cángxì (Opera Tibetana) 藏戏                             | Shannan                                              | Shānnán ménbāxì (Ópera Monpa) 山南门巴戏                  |
| Tíbet, región autónoma      | Cángxì (Opera Tibetana) 藏戏                             | Shannan                                              | Shānnán qióngjié qiǎzhuó zhāxībīndùn 山南琼结卡卓扎西宾顿 |
| Tíbet, región autónoma      | Cángxì (Opera Tibetana) 藏戏                             | Xigazê                                               | Rìkèzé jiǒngbā 日喀则迥巴                                 |
| Tíbet, región autónoma      | Cángxì (Opera Tibetana) 藏戏                             | Xigazê                                               | Rìkèzé Nánmùlín xiāngbā 日喀则南木林湘巴                  |
| Tíbet, región autónoma      | Cángxì (Opera Tibetana) 藏戏                             | Xigazê                                               | Rìkèzé Rénbù jiānggáěr 日喀则仁布江嘎尔                   |
| Yunnan                      |                                                          | Yuxi                                                 | Yùxī huādēngxì 玉溪花灯戏                                 |
| Zhejiang                    | Kūnqǔ 昆曲                                               | Dehong Dai-Jingbo                                    | Dǎijù (Ópera Dai) 傣剧                                    |
| Zhejiang                    | Kūnqǔ 昆曲                                               | Jinhua                                               | Wujù                                                      |
| Zhejiang                    | Kūnqǔ 昆曲                                               | Ningbo                                               | Yongjù                                                    |
| Zhejiang                    | Kūnqǔ 昆曲                                               | Ninghai                                              | Nínghǎi píngdiào 宁海平调                                 |
| Zhejiang                    | Kūnqǔ 昆曲                                               | Quzhou                                               | Xīān gāoqiāng 西安高腔                                    |
| Zhejiang                    | Kūnqǔ 昆曲                                               | Shaoxing                                             | Shaojù                                                    |
| Zhejiang                    | Kūnqǔ 昆曲                                               | Shengzhou                                            | Yuèjù (Ópera de Shaoxin) 越剧                             |
| Zhejiang                    | Kūnqǔ 昆曲                                               | Songyang                                             | Sōngyáng gāoqiāng 松阳高腔                                |
| Zhejiang                    | Kūnqǔ 昆曲                                               | Wenzhou                                              | Oujù                                                      |
| Zhejiang                    | Kūnqǔ 昆曲                                               | Taizhou - Pujiang                                    | Luàndàn 乱弹                                              |
| Zhejiang                    | Kūnqǔ 昆曲                                               | Xinchang                                             | Xīnchāng diàoqiāng 新昌调腔                               |
| Zhejiang                    | Kūnqǔ 昆曲                                               | Zhuji                                                | Zhuji Luantan                                             |